# Staballoy

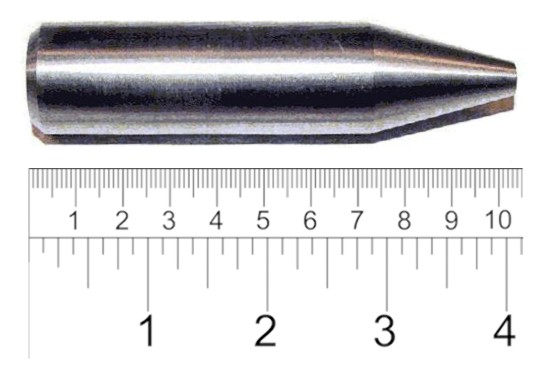
Pénétrateur incendiaire en uranium appauvri d'un obus de 30 mm

Le staballoy est le nom de deux classes d’alliage métallique différentes. La première est généralement utilisée pour des munitions et l'autre, différente, a été développée pour les tiges de forage.
Dans un contexte militaire, Staballoys sont des alliages métalliques contenant une forte proportion d'uranium appauvri avec d'autres métaux, en général du titane ou du molybdène, conçu pour être utilisé dans les pénétrateurs à énergie cinétique (munitions antiblindage). À titre d'exemple, une formulation a une composition de 99,25 % d'uranium appauvri et de 0,75 % de titane. D'autres variantes peuvent avoir 3,5 % de titane. Ces alliages sont environ deux fois plus dense que le plomb.
Une alternative aux staballoys pour les pénétrateurs à énergie cinétique est le tungstène, mais il est plus cher, plus difficile à usiner et n'est pas pyrophorique, si bien que la munition n'a pas l'effet incendiaire qui renforce son effet destructeur. Une nouvelle alternative en alliage d'uranium appauvri est le Stakalloy.
Staballoy est également le nom d'une catégorie d'aciers inoxydables utilisés pour les tiges de forage pour les plates-formes de forage. Un exemple est l'AG17 Staballoy. Il s'agit d'un matériau différent du Staballoy militaire. Il contient 20,00 % de manganèse, 17,00 % de chrome, 0,30 % de silicium, 0,03 % de carbone, 0,50 % d'azote, et 0,05 % de molybdène, avec une base de fer. Il est non magnétique.